# Сорогожское сельское поселение
Сорого́жское сельское поселение — муниципальное образование в составе Лесного района Тверской области России.

На территории поселения находятся 32 населенных пункта. Административный центр — село Сорогожское.

Образовано в 2005 году, включило в себя территории Алексейковского, Кожгорского и Мотылёвского сельских округов.

## География
- Общая площадь: 228 км²
- Нахождение: юго-западная часть Лесного района.
  - Граничит:
    - на севере — с Лесным СП
    - на востоке — с Медведковским СП
    - на юге — с Максатихинским районом, Труженицкое СП
    - на западе — с Удомельским районом, Куровское СП

Главная река — Сарагожа, а также её приток Иловец. Озёра — Застижское, Павловское.
Поселение пересекает автодорога «Малышево—Лесное»

## Население
Население 01.05.2008 1065 чел.

## Информация
Больница, школа-11летка, 4 магазина, 1 клуб.

## Населенные пункты
На территории поселения находятся следующие населённые пункты:
| №  | Тип нп | Название        | Население (2008 год) |
| -- | ------ | --------------- | -------------------- |
| 1  | село   | Алексейково     | 228                  |
| 2  | дер.   | Андрейково      | 0                    |
| 3  | дер.   | Бирюльки        | 7                    |
| 4  | дер.   | Большое Загорье | 4                    |
| 5  | дер.   | Вакорино        | 2                    |
| 6  | дер.   | Васьково        | 0                    |
| 7  | дер.   | Демидиха        | 0                    |
| 8  | дер.   | Довечки         | 5                    |
| 9  | дер.   | Житенка         | 28                   |
| 10 | дер.   | Застижье        | 0                    |
| 11 | дер.   | Ильюшкино       | 5                    |
| 12 | дер.   | Кожина Гора     | 96                   |
| 13 | дер.   | Коптяжиха       | 0                    |
| 14 | дер.   | Лемешиха        | 0                    |
| 15 | дер.   | Малое Загорье   | 0                    |
| 16 | дер.   | Маслово         | 0                    |
| 17 | дер.   | Мотыли          | 112                  |
| 18 | дер.   | Овчуха          | 10                   |
| 19 | дер.   | Падережка       | 0                    |
| 20 | дер.   | Парьево         | 79                   |
| 21 | дер.   | Пенякино        | 5                    |
| 22 | дер.   | Погорелец       | 1                    |
| 23 | дер.   | Подборовье      | 2                    |
| 24 | дер.   | Рыжно           | 11                   |
| 25 | дер.   | Семёново        | 9                    |
| 26 | село   | Сорогожское     | 313                  |
| 27 | дер.   | Столбово        | 0                    |
| 28 | дер.   | Стройково       | 25                   |
| 29 | дер.   | Струбно         | 3                    |
| 30 | дер.   | Сундуки         | 4                    |
| 31 | дер.   | Федотково       | 44                   |
| 32 | дер.   | Хальково        | 64                   |

### Бывшие населенные пункты
- Бахарево
- Басиха
- Рябинкино

## История
В XII—XVII вв. территория поселения относилась к Бежецкой пятине Новгородской земли.
- После реформ Петра I территория поселения входила:[2]
  - в 1708—1727 гг. в Санкт-Петербургскую (Ингерманляндскую 1708—1710 гг.) губернию, Новгородскую провинцию,
  - в 1727—1775 гг. в Новгородскую губернию,
  - в 1775—1796 гг. в Тверское наместничество,
  - в 1796—1929 гг. в Тверскую губернию, Вышневолоцкий и Весьегонский уезды,
  - в 1929—1930 гг. в Московскую область, Михайловский район,
  - в 1931—1935 гг. в Московскую область, Лесной район,
  - в 1935—1963 гг. в Калининскую область, Лесной район,
  - в 1963—1966 гг. в Калининскую область, Максатихинский район,
  - в 1966—1990 гг. в Калининскую область, Лесной район,
  - с 1990 в Тверскую область, Лесной район.

В XIX — начале XX века большинство деревень поселения относились к Лопатинской волости Весьегонского уезда (северо-восточная часть поселения) и Парьевской волости Вышневолоцкого уезда (юго-западная часть).

## Известные люди
В селе Сорогожское родился Герой Советского Союза Николай Прокофьевич Покровский.
В 1895 году по повелению императора Александра III в честь 125-летия Чесменской победы на могиле героя сражения Д. С. Ильина был установлен памятник. Частично разрушенный в 20-е годы XX века, памятник лейтенанту Ильину реставрирован в 2002—2003 годах.